# Viça
Viça (albanska: Viça, serbiska: Viča) är en by i Kosovo. Den ligger i kommunen Shtërpca. Enligt den senaste folkräkningen år 2011 fanns det 209 invånare.

## Demografi
| Demografi | 2011 |
| --------- | ---- |
| albaner   | 197  |
| serber    | 17   |